# الاعتقادات (الصدوق)
الاعتقادات هو كتاب أو رسالة ألفها المُحدِّث والفقيه الشيعي محمد بن علي بن الحسين بن موسى بن بابويه المعروف عند الشيعة بلقب الشيخ الصدوق، وتحمل هذه الرسالة ما يراه الصدوق من الاعتقادات الحقة لدى الشيعة الإمامية. وقد كتب هذه الرسالة في نيسابور في مجلس يوم الجمعة ثاني عشر شعبان سنة 368 هـ لما سأله المشايخ الحاضرون أن يملي عليهم وصف دين الإمامية على وجه الإيجاز ولذا سماه المفيد في الفهرس بدين الإمامية ذكر فيه جميع اعتقادات الفرقة الناجية - وفقاً لرؤيته وعقيدته - الضرورية منها وغير الضرورية الوفاقية منها وغير الوفاقية. وقال في آخره: وسأملي شرح ذلك وتفسيره إذا سهل الله عز اسمه على العود من مقصدي إلى نيسابور، ولم يُذكر شرح له في فهرس تصانيفه الكثيرة، ولعله لم يتيسر له، ولذا عمد المفيد إلى شرح الكتاب.

## مكانة الكتاب
حاز الكتاب علي اهتمام بين المتكلمين الشيعة ، بعدما ألفه الشيخ الصدوق. ويعد من أهم مصادر حيث يعرف المذهب الشيعي.بعض المواضيع التي كتبه الشيخ الصدوق في كتابه الإعتقادات أثارت الكثير من الجدل من قبل بعض العلماء منهم تلميذه الشيخ المفيد حيث كان يستند بالدليل العقل في اثبات عقائده الكلامية فألف تصحیح الاعتقادات الامامیة ليدفع التهم التي قد نسبت إلى الشيعة.

## الأبواب
| يشتمل الكتاب على 45 باب ويبدأ المؤلف كل باب بباب الإعتقاد في.. - باب في صفة اعتقاد الإمامية في التوحيد. - باب الاعتقاد في صفات الذات وصفات الأفعال - باب الاعتقاد في التكليف - باب الاعتقاد في افعال العباد - باب الاعتقاد في نفي الجبر والتفويض - باب الاعتقاد في الإرادة والمشيئة - باب الاعتقاد في القضاء والقدر - باب الاعتقاد في الفطرة والهداية - باب الاعتقاد في الاستطاعة - باب الاعتقاد في البداء - باب الاعتقاد في التناهي عن الجدل والمراء في الله عز وجل وفي دينه - باب الاعتقاد في اللوح والقلم - باب الاعتقاد في الكرسي - باب الاعتقاد في العرش - باب الاعتقاد في النفوس والأرواح - باب الاعتقاد في الموت - باب الاعتقاد في المسألة في القبر - باب الاعتقاد في الرجعة - باب الاعتقاد في البعث بعد الموت - باب الاعتقاد في الحوض - باب الاعتقاد في الشفاعة - باب الاعتقاد في الوعد والوعيد - باب الاعتقاد فيما يكتب على العبد | - باب الاعتقاد في العدل - باب الاعتقاد في الأعراف - باب الاعتقاد في الصراط - باب الاعتقاد في العقبات التي على طريق المحشر - باب الاعتقاد في الحساب والميزان - باب الاعتقاد في الجنة والنار - باب الاعتقاد في كيفية نزول الوحي من عند الله بالكتب في الأمر والنهي - باب الاعتقاد في نزول القرآن في ليلة القدر - باب الاعتقاد في القرآن - باب الاعتقاد في مبلغ القرآن - باب الاعتقاد في الأنبياء والرسل والحجج - عليهم السلام - باب الاعتقاد في عدد الأنبياء والأوصياء - عليهم السلام - باب الاعتقاد في العصمة - باب الاعتقاد في نفي الغلو والتفويض - باب الاعتقاد في الظالمين - باب الاعتقاد في التقية - باب الاعتقاد في آباء النبي صلى الله عليه وآله وسلم - باب الاعتقاد في العلوية - باب الاعتقاد في الأخبار المفسرة والمجملة - باب الاعتقاد في الحظر والإباحة - باب الاعتقاد في الأخبار الواردة في الطب - باب الاعتقاد في الحديثين المختلفين |

## نسخ الكتاب
1. النسخة المحفوظة في مكتبة المرعشي، تحت رقم 1945 حررت سنة 817 ه.
2. النسخة المحفوظة في مكتبة المرعشي، تحت رقم 1382، حررت سنة 992 ه.
3. النسخة المحفوظة في آستانة قدس رضوي، تحت رقم 367 - أخبار، حررت سنة 880 ه في 33 صفحة حجم 18 × 13 وهي من أدق النسخ .
4. النسخة المحفوظة في آستانة قدس رضوي، تحت رقم 368 - أخبار، حررت سنة 999 ه، وهي في 49 صفحة بحجم 17 × 10[3]

## الشروح
كتبت الكثير من الشروح حول الكتاب منها:
- تصحيح الإعتقاد في شرح الإعتقادات، تاليف شيخ المفيد
- حورٌ مقصورات فی ترجمة الأعتقادات الصدوق، تاليف میرزا محمد طبیب زاده احمدآبادي بللغة الفارسية.
- شرح الإعتقادات صدوق، تاليف ملا عبد الله بن حسن شولستاني.كتب الكتاب بلغتان العربية والفارسية.
- شرح الإعتقادات، تأليف ملا حبیب الله الکاشاني.